# Tu mundo y el mío
Tu mundo y el mío es una telenovela argentina producida por Crustel S.A. y la Agrupación Productora Argentina (APA). Fue emitida en Argentina por Canal 11, hoy llamado Telefe, fue filmada en los Estudios de Canal 7 (ATC). 
Inició sus emisiones el 20 de abril de 1987 a las 13:30 mientras finalizaban los últimos capítulos de su antecesora “Soledad” con Libertad Lamarque, se emitían capítulos de media hora, hasta el miércoles 29 de abril en donde se emitió por primera vez a las 13:00 conservando ese horario hasta su final el 15 de enero de 1988 tras 195 episodios emitidos. 
La telenovela está basada en la radionovela del mismo nombre escrita por la escritora cubana Delia Fiallo y contó con una adaptación de Alberto Giarrocco, productor y director de la telenovela.
Protagonizada por Nohely Arteaga en el papel de Emilia y Daniel Guerrero como Alejandro, y antagonizada por  Lourdes Berninzon, Juan Manuel Tenuta y Patricia Viggiano.

## Argumento
Emilia Pacheco-Quintana es una joven modista de clase media que lucha por mantener, a fuerza de trabajo, a su abuela , Doña Josefina vda. de Pacheco-Quintana y a sus hermanos menores, Noelia y Vicente (Chente). En el vecindario donde vive Emilia, también habita un joven humilde llamado Tano quien siempre ha estado enamorado de ella, pero Emilia sólo lo ve como un gran amigo.
La familia de Emilia nunca se ha resignado a la pobreza, sino que sueña con recuperar su antigua vida privilegiada, y los tres escogen distintas formas de hacerlo: la abuela vive en un mundo de fantasías, Chente se embarca en una carrera criminal y Noelia se hace amante de un hombre mayor, millonario y casado.
Por casualidades de la vida, el amante de Noelia , Francisco Aguirre, resulta ser el padre de Alejandro, el novio de Emilia. Alejandro es un joven playboy comprometido con la caprichosa Marcia, pero se ha enamorado de la inocente Emilia y, pese a las intrigas de su antigua exnovia, quiere casarse con la joven costurera. Desafortunadamente, Alejandro se entera de que su padre tiene una amante, y todas las evidencias señalan que esa mujer es Emilia.
A pesar de las protestas de inocencia de Emilia, Alejandro no le cree y rompe su compromiso. Sin embargo, Emilia quedará embarazada y aparecerá en su vida un nuevo pretendiente,  pero ella todavía ama a Alejandro.

## Índice de audiencia
La telenovela “Tu mundo y el mío” tuvo bajos niveles de audiencia. Solo alcanzó 6 puntos de rating de promedio.
El canal quiso repetir el éxito de su antecesora "María de nadie" con Grecia Colmenares y Jorge Martinez contratando a la actriz venezolana Nohely Arteaga. 
La novela no alcanzó los resultados esperados que hizo “María de Nadie”. 
Sin embargo en Europa fue un éxito, emitiéndose en España por la Primera de TVE y en Italia por Rete 4 e Italia 7 de Mediaset (1991 y 1994) respectivamente además retransmitida por diversos canales regionales como Telenorba di Puglia, siendo doblada al italiano, llamándose en aquel país "Per Elisa". 
También tuvo su difusión en Latinoamérica en países como Chile,(emitiéndose en 1987 y 1993), Perú, Uruguay, Paraguay, entre otros.

## Elenco
- Nohely Arteaga .... Emilia Pacheco-Quintana
- Daniel Guerrero .... Alejandro Aguirre
- Juan Manuel Tenuta ... Francisco Aguirre
- Lourdes Berninzon...Marcia González
- Patricia Viggiano ... Noelia Pacheco-Quintana
- Lydia Lamaison .... Doña Josefina vda. de Pacheco-Quintana
- Horacio Erman .... Vicente (Chente) Pacheco-Quintana
- Aldo Barbero ... Esteban
- Clotilde Borella ... Inés
- Osvaldo Laport ... Rubén
- Gloria Carrá ... Tatiana
- Pablo Brichta ... Mentepollo
- Hugo Castro ... Miguelón
- Susana Lanteri ... Hortensia
- Chany Mallo ... Generosa
- Victor Bruno
- Angela Ragno ... Yolanda
- María Elena Sagrera
- Jorge Villalba
- Roberto Aita .... Tano
- Angeles Alonso
- Mercedes Alonso .... Laura
- Graciela Baduan .... Elba
- Carlos La Rosa
- Silvia Lobo
- Elena Perez Rueda
- Marta Betoldi
- Oscar Boccia
- Vicente Buono
- Martha Machado
- Horacio Menite
- Veronica Rohan

## Versiones
- Rosario, telenovela venezolana producida Venevisión en 1968 protagonizada por Marina Baura y José Bardina.
- Emilia, telenovela venezolana producida por Tabaré Pérez para Venevisión en 1979 protagonizada por Elluz Peraza y Eduardo Serrano.
- Fabiola, telenovela venezolana producida por Valentina Párraga para Venevisión en 1989, dirigida por Édgar Liendo y protagonizada por Alba Roversi y Guillermo Dávila.
- Paloma, telenovela colombiana producida por Jorge Barón Televisión en 1994 protagonizada por Nelly Moreno y Edmundo Troya.
- María Emilia, querida, telenovela peruana producida por José Enrique Crousillat para América Producciones en 1999 protagonizada por Coraima Torres y Juan Soler.